# CONCACAF Central American Cup
De CONCACAF Central American Cup (Spaans: Copa Centroamericana) is sinds 2023 een continentale clubvoetbalcompetitie die wordt georganiseerd door de CONCACAF. Het toernooi wordt gespeeld door clubs uit Midden-Amerika en dient als het kwalificatietoernooi in die regio voor de CONCACAF Champions Cup.
Op 21 september 2021 kondigde de CONCACAF plannen aan voor een uitbreiding van de CONCACAF Champions League, van zestien naar zevenentwintig clubs, te starten in 2024. Als onderdeel van de herstructurering worden sinds 2024 regionale kwalificatietoernooien gehouden voor teams uit Noord-Amerika, Midden-Amerika en het Caribisch gebied, beginnend in 2023. De CONCACAF Central American Cup verving de CONCACAF League, zodat de CONCACAF Central American Cup de enige manier werd om zich te kwalificeren voor de CONCACAF Champions Cup voor teams uit Midden-Amerika.

## Toernooiopzet
Het toernooi wordt verdeeld in een groepsfase en een knock-outfase. In de eerste fase worden de twintig teams verdeeld in vier poules van vijf. De clubs spelen een wedstrijd tegen elke club in hun groep en de twee beste clubs in elke groep gaan door naar de knock-outfase. De knock-outfase bestaat uit vier rondes plus een play-in-ronde voor de verliezers van de kwartfinales.
De winnaars van twee play-in-rondes en vier kwartfinales kwalificeren zich voor de CONCACAF Champions Cup. De winnaar van de Central American Cup krijgt in de eerste ronde een bye en gaat rechtstreeks door naar de CONCACAF Champions Cup-ronde van de laatste zestien, terwijl de andere gekwalificeerde clubs naar de eerste ronde gaan.

## Kwalificatie
Een totaal van twintig clubs die alle zeven UNCAF-leden vertegenwoordigen, kwalificeren zich op basis van de resultaten van hun nationale competitieseizoenen. De kwalificatiecriteria voor achttien van de plaatsen zijn als volgt:
- 3 clubs uit  Costa Rica
- 3 clubs uit  El Salvador
- 3 clubs uit  Guatemala
- 3 clubs uit  Honduras
- 3 clubs uit  Panama
- 2 clubs uit  Nicaragua
- 1 club uit  Belize

Voor de editie van 2023 kregen Costa Rica en Honduras een extra plaats toegekend, doordat clubs uit genoemde landen de finale van de CONCACAF League 2022 bereikten. De verdeling van de laatste twee plaatsen moet worden bepaald in de toekomstige seizoenen.

### Resultaat
| Season | Winnaar     | Uitslag | Runner-up   |
| ------ | ----------- | ------- | ----------- |
| 2023   | Alajuelense | 4–1     | Real Estelí |